# Академија уметности Универзитета у Новом Саду
Академија уметности је високошколска установа Универзитета у Новом Саду. Налази се у Новом Саду и једина је образовна установа намењена савременом уметничко-стваралачком образовању у Војводини.

## Опште информације
Делује у саставу Универзитета у Новом Саду и организационо је разврстана у три департмана:
- Департман музичких уметности,
- Департман ликовних уметности,
- Департман драмских уметности.

На сва три департмана реализује се 26 студијских програма основних академских студија, 27 студијских програма мастерских студија и један студијски програм интегрисаних студија.

## Историјат
Академија уметности је почела са радом 1974. године, као један од факултета Универзитета у Новом Саду. Одлуку o оснивању високошколске установе, која ће деловати у области музичке, ликовних и драмских уметности, донела је Скупштина AП Војводине 22. априла. Академија је врло брзо постала један од најуспешнијих факултета Универзитета у Новом Саду и развила се у једну од најзначајнијих универзитетских уметничких институција у СФРЈ. Њен први декан био је Рудолф Бручи, за време чијег управљања је ова институција имала најквалитетнију катедру за музику у бившој Југославији. Између осталих, са Академијом је потписан радни уговор имао и Алфред Шнитке. Од оснивања Академија уметности тежи развијању идентитета кроз покретање студијских програма — композиције, клавира, гудачких инструмента, дувачких инструмента и музичке педагогије — које су водили композитори Рудолф Бручи и Душан Радић, пијанисти Евгениј Тимакин, Јокутхон Михајловић и Арбо Валдма, виолинисти Марина Јашвили и Дејан Михајловић, виолиста Ласло Хорват, кларинетиста Михаило Келбли.
На Департману драмских уметности прво је отворена Катедра за глуму која свој студијски програм реализује на две студијске групе: Глума на српском језику и Глума на мађарском језику. Академија уметности је врло стекла репутацију захваљујући изузетним професорима глуме: Бранку Плеши, Радету Марковићу, Петру Банићевићу и Михаилу Јанкетићу и Ласлу Патакију првом професору глуме на мађарском језику.
Студијска група за режије — чији је оснивач професор Боро Драшковић, редитељ изузетно богатог позоришног и филмског искуства, и професор Влатко Гилић који су 1984. године покренули заједничку класу у којој удружено делују студенти интермедијалне режије и студенти глуме, без претходног узора у пракси високошколских уметничких институција на нашим просторима.
Департман ликовних уметности још од оснивања Академије уметности гради запажену репутацију деловањем истакнутих ликовних уметника и педагога Миливоја Николајевића, Бошка Петровића и Исидора Врсајкова, вајара Јована Солдатовића, Милуна Видића и Љубомира Денковића, графичара Милана Станојева, Халил Тиквеша, Живка Ђака и Миодрага Нагорног.